# Айдзу-Вакамацу

37°29′41″ пн. ш. 139°55′47″ сх. д. / 37.49472° пн. ш. 139.92972° сх. д.
А́йдзу-Вакама́цу (яп. 会津若松市, あいづわかまつし, МФА: [ai̯d͡zu wakamat͡su̥ ɕi]) — місто в Японії, в префектурі Фукусіма.

## Короткі відомості
Розташоване в центрально-західній частині префектури. Виникло на базі середньовічного призамкового містечка самурайського роду Мацудара, столиці автономного уділу Айдзу-хан. Один із центрів антиурядового Північного союзу в ході громадянської війни 1868—1869. В місті розташовані замок Айдзу-Вакамацу та могила юнаків Загону Білого Тигра, які загинули в тій війні. Основою економіки є машинобудування, електронна і харчова промисловість, туризм. Традиційні вироби — айдзівський лакований посуд. До 1955 року називалося Вакамацу. Станом на 1 жовтня 2008 площа міста становила 383,03 км². Станом на 1 січня 2009 населення міста становило 128 595 осіб.